# Пайнз, Донован
До́нован Си Пайнз (англ. Donovan C. Pines; 7 марта 1998, Кларксвилл, Мэриленд, США) — американский футболист, центральный защитник клуба «Барнсли» и сборной США.

## Карьера

### Молодёжная карьера
Пайнз пришёл в академию футбольного клуба «Ди Си Юнайтед» в 2013 году. В мае 2015 года в рамках программы сотрудничества между «Ди Си Юнайтед» и «Интернационале» прошёл тренировочный курс в итальянском клубе.
В 2016 году Пайнз поступил в Мэрилендский университет в Колледж-Парке, где изучал биологию и играл за университетскую футбольную команду «Мэриленд Террапинс». В 2016 году был включён в символическую сборную первокурсников Конференции Big Ten. В 2017 году был включён во вторую символическую сборную Конференции Big Ten. В 2018 году был включён в первую символическую сборную Конференции Big Ten и во вторую всеамериканскую символическую сборную.

### Клубная карьера
22 января 2019 года клуб MLS «Ди Си Юнайтед» подписал с Пайнзом контракт по правилу доморощенного игрока. Его профессиональный дебют состоялся 9 марта в составе фарм-клуба «Ди Си Юнайтед» в Чемпионшипе ЮСЛ — «Лаудон Юнайтед», в матче стартового тура сезона против «Нэшвилла». За «Ди Си Юнайтед» в MLS он дебютировал 13 апреля в матче против «Колорадо Рэпидз», отметившись голевой передачей. 4 мая в матче против «Коламбус Крю» получил растяжение медиальной коллатеральной связки колена, из-за чего пропустил следующие шесть матчей. 14 октября 2020 года в матче против «Филадельфии Юнион» забил свой первый гол в профессиональной карьере. По окончании сезона 2023 срок контракта Пайнза с «Ди Си Юнайтед» истёк.
13 января 2024 года Пайнз подписал контракт с клубом английской Лиги один «Барнсли» на срок до лета 2025 года с опцией продления ещё на год. За «красных» дебютировал 17 февраля в матче против «Флитвуд Таун», выйдя на замену во втором тайме вместо Джейми Маккарта. 2 марта в матче против «Уиком Уондерерс» забил свой первый гол за «Барнсли».

### Международная карьера
Пайнз сыграл во всех трёх товарищеских матчах сборной США до 23 лет в 2019 году: с Египтом 22 марта, с Нидерландами 24 марта и с Японией 9 сентября. В январе 2021 года был вызван в комбинированный тренировочный лагерь сборной до 23 лет вместе со старшей сборной.
Пайнз был включён в состав сборной США на Золотой кубок КОНКАКАФ 2021. 15 июля в матче второго тура группового этапа турнира против сборной Мартиники дебютировал за звёздно-полосатую дружину, выйдя на замену во втором тайме.

## Достижения
Командные
 сборная США
- Обладатель Золотого кубка КОНКАКАФ: 2021